# Arrêt par épuisement
Pour les articles homonymes, voir épuisement.
Un arrêt par épuisement, dans le domaine de l'astronautique, est un arrêt de la combustion dans un propulseur, dû à l'épuisement d'un ergol
Le terme correspondant en anglais est burnout.

## Référence
Droit français : arrêté du 20 février 1995 relatif à la terminologie des sciences et techniques spatiales.